# Wapen van Oudenrijn

Wapen van Oudenrijn

Het wapen van Oudenrijn werd op 25 januari 1893 door de Hoge Raad van Adel aan de Utrechtse gemeente Oudenrijn in gebruik bevestigd. In 1954 ging Oudenrijn op in  Vleuten-De Meern. Het wapen van Oudenrijn is daardoor komen te vervallen als gemeentewapen. Uit het wapen zijn elementen overgenomen in het gemeentewapen van Vleuten-De Meern.

## Blazoenering
De blazoenering van het wapen luidde als volgt:
Een doorsneden schild, boven van keel, bezaaid met gouden blokjes en beladen met een klimmenden en aanzienden gouden leeuw (van Renesse), beneden van zilver, beladen met drie zuilen van keel (van Zuijlen). Het schild omgeven door het randschrift 'Gemeentebestuur van Oudenrijn'.
De heraldische kleuren zijn goud (geel of goud), zilver (wit) en keel (rood).

## Geschiedenis
Zoals ook in het blazoenering vermeld staat, is het wapen samengesteld uit de wapens van de families Van Renesse en Van Zuijlen. Zij waren lange tijd bezitters geweest van de heerlijkheid Oudenrijn.

## Verwante wapens

Weergave van het wapen van het huis Renesse omstreeks 1483 zoals afgebeeld in het wapenboek Codex 148
Weergave van het wapen van Renesse volgens het register van de Hoge Raad van Adel.
Wapen van familie Van Zuylen van Nievelt
Wapen van Vleuten-De Meern
Wapen van Renesse

Abcoude
· Abcoude-Baambrugge
· Abcoude-Proostdij
· Achttienhoven
· Amerongen
· Benschop
· Breukelen
· Breukelen-Nijenrode
· Breukelen-Sint Pieters
· Bunnik
· Cothen
· Darthuizen
· De Vuursche
· Doorn
· Driebergen
· Driebergen-Rijsenburg
· Everdingen
· Haarzuilens
· Hagestein
· Harmelen
· Hoenkoop
· Hoogland
· Houten
· Indijk
· Jaarsveld
· Jutphaas
· Kamerik
· Kockengen
· Langbroek
· Leersum
· Linschoten
· Loenen
· Loenersloot
· Loosdrecht
· Maarn
· Maarssen
· Maarsseveen
· Maartensdijk
· Mijdrecht
· Nigtevecht
· Noord-Polsbroek
· Odijk
· Oudenrijn
· Polsbroek
· Rijsenburg
· Ruwiel
· Schalkwijk
· Snelrewaard
· Sterkenburg
· Stoutenburg
· Tienhoven
· Vianen 
· Vinkeveen
· Vinkeveen en Waverveen
· Vleuten
· Vleuten-De Meern
· Vreeland
· Vreeswijk
· Waarder
· Waverveen
· Werkhoven
· Westbroek
· Willeskop
· Willige Langerak
· Wilnis
· Zegveld
· Zuilen
· Zuid-Polsbroek